# West Ocean City
West Ocean City és una concentració de població designada pel cens dels Estats Units a l'estat de Maryland. Segons el cens del 2000 tenia 3.311 habitants.

## Demografia
Segons el cens del 2000, West Ocean City tenia 3.311 habitants, 1.425 habitatges, i 967 famílies. La densitat de població era de 317,2 habitants per km².
Dels 1.425 habitatges en un 23,7% hi vivien nens de menys de 18 anys, en un 57,1% hi vivien parelles casades, en un 8,4% dones solteres, i en un 32,1% no eren unitats familiars. En el 25,1% dels habitatges hi vivien persones soles el 8,6% de les quals corresponia a persones de 65 anys o més que vivien soles. El nombre mitjà de persones vivint en cada habitatge era de 2,32 i el nombre mitjà de persones que vivien en cada família era de 2,77.
Per edats la població es repartia de la següent manera: un 19,8% tenia menys de 18 anys, un 5% entre 18 i 24, un 27,9% entre 25 i 44, un 28,3% de 45 a 60 i un 19,1% 65 anys o més.
L'edat mediana era de 44 anys. Per cada 100 dones de 18 o més anys hi havia 95 homes.
La renda mediana per habitatge era de 42.279 $ i la renda mediana per família de 51.111 $. Els homes tenien una renda mediana de 30.444 $ mentre que les dones 27.222 $. La renda per capita de la població era de 28.132 $. Entorn del 3% de les famílies i el 5% de la població estaven per davall del llindar de pobresa.

## Poblacions més properes
El següent diagrama mostra les poblacions més properes.